# Lagynochthonius mordor
Lagynochthonius mordor är en spindeldjursart som beskrevs av Harvey 1989. Lagynochthonius mordor ingår i släktet Lagynochthonius och familjen käkklokrypare. Inga underarter finns listade i Catalogue of Life.